# Cercle Municipal
El Cercle Municipal o Cercle-Cité és un edifici de la Ciutat de Luxemburg, ubicat a la Place d'Armes, a l'històric barri cèntric de Ville Haute.

## Història
En un lloc on anteriorment hi havia hagut un edifici construït amb la intenció d'esdevenir un cercle literari però que finalment s'hi havia ubicat el restaurant Beim Gréitchen, l'Ajuntament local va decidir construir-hi un edifici administratiu. Es va fer un concurs públic el 1902 i va ser guanyat el 1904 per Pierre i Paul Funck, pare i fill i equip professional. L'administració local es va instal·lar a l'edifici neo-barroc el 1909 tot i que la inauguració oficial no seria fins al 1910. La façana, a sobre del balcó, té un fris que descriu la història de la ciutat i la carta de ciutat de 1244.
L'edifici va albergar el Tribunal de Justícia de la Comunitat Europea del Carbó i de l'Acer entre 1952 i 1969. Va ser utilitzat com el local on es feien les audiències públiques del tribunal mentre que un altre edifici, la Vila Vauban, ubicat al Parc Municipal hi era adaptat.
El 2006 l'edifici va ser restaurat i es va transformar en un centre de convencions i d'exposicions. La feina va finalitzar el 2011 i l'edifici va ser rebatejat com a Cercle-Cité.